# Rebbie Jackson
Maureen Reillette „Rebbie” Jackson (házas nevén Maureen Brown; USA, Gary, Indiana, 1950. május 29.) amerikai énekesnő; a legidősebb testvér a Jackson családban. Először testvéreivel lépett fel Las Vegasban 1974-ben, majd szerepelt a The Jacksons televíziós sorozatban. 1984-ben jelent meg első albuma, a Centipede, melyre Smokey Robinson, Prince és Michael Jackson is írt számokat; az utóbbi által írt Centipede című dal Rebbie legsikeresebb dala lett. Az 1980-as években még két albuma jelent meg: a Reaction 1986-ban és az R U Tuff Enuff 1988-ban. Tíz év után jelent meg következő, máig utolsó albuma, a Yours Faithfully, 1998-ban.

## Karrierje
Miután részt vett családja Las Vegas-i műsorában, majd tévévarietéjében, Rebbie szólókarrierbe kezdett, eleinte más előadók – például Lou Rawls és Chaka Khan – háttérénekeseként. 1984-ben megjelent saját albuma, melynek címadó dala, a Centipede a 24. helyet érte el a Billboard Hot 100 és a 4. helyet a Billboard Hot R&B Singles slágerlistáján. Az album arany minősítést kapott. Későbbi számai is sikereket értek el az R&B listán, bár a pop listán kevésbé. Az 1980-as években még két albuma jelent meg, a Reaction és az R U Tuff Enuff, mindkettő ütősebb hangú az előzőnél, de csak mérsékelt sikert arattak. Rebbie ezután tíz évig nem jelentkezett új anyaggal, leszámítva, hogy énekelt egy dalt (Forever Young) a Szabadítsátok ki Willyt! 2. filmzenealbumán. 1996-ban megjelent egy válogatásalbum, mely pár, az első három albumról véletlenszerűen összeválogatott számon kívül tartalmazta az Eternal Love című dalt is, mely korábban csak egyik kislemeze B oldalán szerepelt.
1998-ban jelent meg legutóbbi albuma, a Yours Faithfully, melynek csak címadó dala jelent meg kislemezen, közepes sikert aratva. Rebbie ezután egy időre ismét visszavonult a zenei élettől, csak 2001-ben lépett fel 4 hónapig Las Vegasban, műsorában saját számain kívül régi Motown-slágereket és még öccsei számait is énekelte. Fia, Austin Brown gitározott.

## Családi élete
Rebbie élete nem bővelkedik a Jackson család többi tagjára jellemző botrányokban. 1968-ban összeházasodott Nathaniel Brownnal, három gyermekük született: két lány, Stacee és Yashi, akik a Geneva együttesben énekelnek, és egy fiú, Austin, aki szintén énekesi karrierbe kezdett.
1965-ben Rebbie édesanyjával és a család több tagjával együtt Jehova tanúja lett, férjével együtt ma is ezt a vallást követik.

## Diszkográfia

### Albumok
- Centipede (1984)
- Reaction (1986)
- R U Tuff Enuff (1988)
- The Rebbie Jackson Collection (1996)
- Yours Faithfully (1998)

### Kislemezek
- Centipede (1984)
- Play Me (I’m a Jukebox) (1984)
- A Fork in the Road (1985)
- Reaction (1986)
- You Send the Rain Away (1986)
- Plaything (1988)
- R U Tuff Enuff (1988)
- Yours Faithfully (1998)

### Videóklipek
- Centipede (1984)
- You Send the Rain Away (1986)
- Plaything (1988)
- Yours Faithfully (1998)